# Сива чипоноса маймуна
Сивата чипоноса маймуна (Rhinopithecus brelichi) е вид бозайник от семейство Коткоподобни маймуни (Cercopithecidae). Видът е застрашен от изчезване.

## Разпространение
Разпространен е в Китай.